# Шакич, Желько
Желько Шакич (хорв. Željko Šakić; род. 14 апреля 1988, Загреб, СФРЮ) — хорватский профессиональный баскетболист, играющий на позиции тяжёлого форварда.

## Карьера
Шакич воспитанник баскетбольной школы «Цибоны». Начинал свою профессиональную карьеру в Хорватии и Боснии и Герцеговине, после чего выступал в итальянском «Суторе», испанской «Манресе», болгарском «Лукойл Академике», хорватской «Цибоне», румынской «Университате» (Клуж-Напока) и польской «Зелёна-Гуре».
В сезоне 2019/2020 Шакич выступал за «Литкабелис». В 24 матчах 2019/2020 Желько набирал в среднем 13,6 очка, 6,5 подбора, 2,5 передачи и 1,1 перехвата. В Лиге чемпионов ФИБА Шакич провёл 16 игр и отметился статистикой в 17,4 очка, 6,6 подбора, 2,9 передачи и 1,1 перехвата 
В июне 2020 года Шакич перешёл в «Автодор». В 24 матчах Единой лиги ВТБ статистика Желько составила 12,2 очка, 6,7 подбора, 2,5 передачи и 0,9 перехвата. 
В марте 2021 года Шакич продлил контракт с «Автодором» ещё на 1 сезон.
В мае 2021 года Шакич отправился в 2-недельную аренду в «Эстудиантес», чтобы помочь мадридскому клубу сохранить прописку в в высшем дивизионе чемпионата Испании.
В сезоне 2021/2022 в составе «Автодора» Шакич принял участие в 14 матчах Единой лиги ВТБ и набирал в среднем 8,6 очка, 4,8 подбора, 2,2 передачи и 0,6 перехвата. В 12 матчах Кубка Европы ФИБА его средняя статистика составила 12,8 очка, 5,5 подбора, 2,5 передачи и 0,8 перехвата.
В марте 2022 года Шакич перешёл в УНИКС подписав контракт до конца сезона 2021/2022. В составе казанской команды Желько стал бронзовым призёром Единой лиги ВТБ и чемпионата России. В 13 матчах Единой лиги ВТБ Шакич отметился статистикой в 5,0 очка, 2,4 подбора и 0,7 передачи.
В июле 2022 года Шакич вернулся в «Литкабелис». В чемпионате Литвы Желько стал бронзовым призёром, а его статитиска в 32 матчах состаавила 7,2 очка, 3,3 подбора и 1,4 передачи.
В июле 2023 года Шакич подписал контракт с «Тофашем».

## Сборная Хорватии
Шакич входил в состав молодёжной сборной Хорватии и был одним из ведущих игроков на чемпионате Европы (до 18 лет) в 2006 году и на чемпионате Европы (до 20 лет) в 2008 году.
За национальную сборную Хорватии Шакич дебютировал в 27 лет, приняв участие в квалификации на чемпионат Европы 2015 года.
В октябре 2020 года Шакич был вызван в сборную Хорватии для участия в ноябрьских играх квалификации Евробаскета-2022.

## Достижения
- Бронзовый призёр Единой лиги ВТБ: 2021/2022
- Чемпион Боснии и Герцеговины (2): 2010/2011, 2011/2012
- Чемпион Болгарии: 2015/2016
- Бронзовый призёр чемпионата Литвы: 2022/2023
- Бронзовый призёр чемпионата России: 2021/2022
- Обладатель Кубка Боснии и Герцеговины: 2011/2012